# 移動照明車

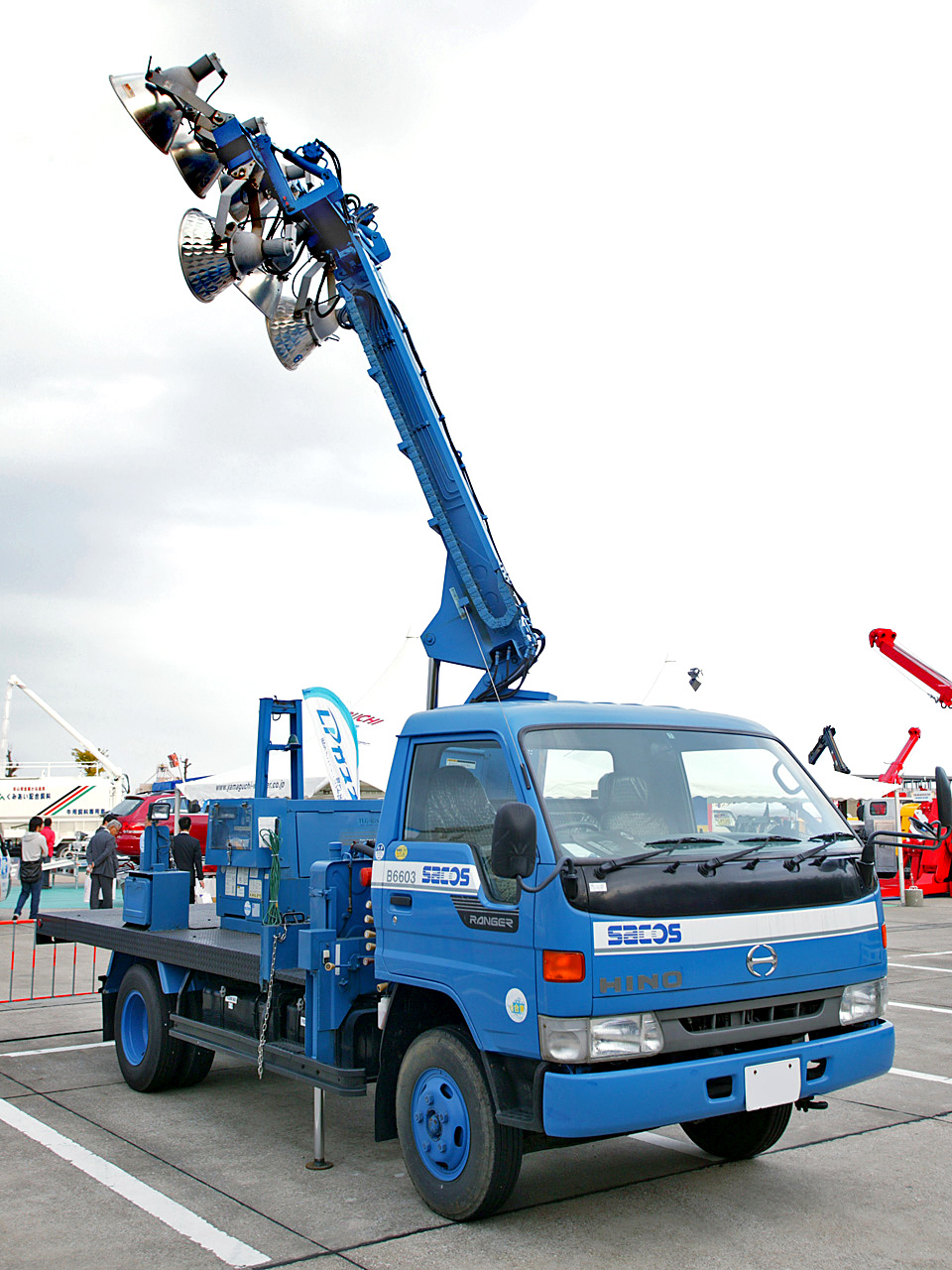
移動照明車の一例
直射式 + ブーム

移動照明車（いどうしょうめいしゃ）は、夜間の工事現場、照明設備のないスポーツ施設（陸上競技場、野球場、球技場など）やコンサートなどのイベント、また防災活動などに利用されることを目的とした簡易的な照明設備、及びそれに供される発電装置を搭載する車両である。照明電源車や単に照明車という場合もある。
以前は白熱灯とレンズを組み合わせたサーチライト式も見られたが、現在では水銀灯と反射傘による直射光式と、高輝度放電灯と風船型ディフューザーの組み合わせによる拡散光式が一般的である。直射型はブームで照射方向を自在にコントロールできるものが多い。
代表的なブランドに建設機械メーカー・タダノの子会社である日本モバイル照明（旧社名：タダノ照明企画）の「メガルックス」がある。

## スポーツにおける代表的な使用例
- 1993年6月、サッカー・Jリーグ、サンフレッチェ広島vs鹿島アントラーズを当時常設のナイター設備がなかった愛媛県総合運動公園陸上競技場に移動照明車を日本で初めて採用した。（この翌年・1994年に常設の照明塔4基が設置された）
- 札幌厚別公園競技場で行われるサッカー・Jリーグのナイター開催（コンサドーレ札幌がジャパンフットボールリーグに参加<移転>した1996年以来開催。2001年以後、札幌ドームが竣工したため、厚別での開催は夏季・秋季のデーゲームが中心となり、ナイター開催は年1-2試合程度となった）
- 2002年ワールドカップサッカー日韓大会のうち、宮城県サッカー場、横浜市保土ヶ谷公園サッカー場、和歌山県紀三井寺運動公園陸上競技場・同球技場などで開かれた出場国のナイター練習
- 毎年5月に開かれる陸上競技長距離走の大会「ゴールデン・ゲームズ」の会場・宮崎県西階競技場のナイター開催
- インターハイの1999年開催地・岩手県北上陸上競技場、2003年開催地・長崎市総合運動公園かきどまり陸上競技場のナイター開催
- 飯塚オートレース場の夏期開催（GIダイヤモンドレースなどの一部期間限定　久留米競輪場と共同使用 2020年常設のものに変更）
- 久留米競輪場の春季・冬季開催（飯塚オートと共同使用しているため、夏季・秋季の一部開催は日中に実施していたが、上記の飯塚オートの常設化に伴い移動照明のままで通年開催化）